# Vaughan Jones
Vaughan Jones, właśc. Vaughan Frederick Randal Jones (ur. 31 grudnia 1952 w Gisborne, zm. 8 września 2020) – nowozelandzki matematyk. W 1990 roku otrzymał Medal Fieldsa na Międzynarodowym Kongresie Matematyków w Kioto w Japonii za badania w analizie funkcjonalnej i teorii węzłów.

## Życiorys
Studiował na Uniwersytecie w Genewie, został profesorem na Uniwersytecie Kalifornijskim w Berkeley w 1985 roku. Od 1990 roku członek Towarzystwa Królewskiego w Londynie (ang. Royal Society).